# Prêmio Multishow de Música Brasileira 2007
O Prêmio Multishow de Música Brasileira 2007 foi a décima quarta edição da premiação realizada pelo canal de televisão Multishow. Ocorreu em 3 de julho de 2007 e foi transmitido ao vivo do Theatro Municipal do Rio de Janeiro.

## Categorias
| Categoria             | Vencedor                                             | Indicados |
| --------------------- | ---------------------------------------------------- | --- |
| Melhor Cantor         | Rogério Flausino                                     | - Caetano Veloso - Chorão - Lulu Santos - Nando Reis                                                                                              |
| Melhor Cantora        | Ana Carolina                                         | - Claudia Leitte - Ivete Sangalo - Megh Stock - Negra Li                                                                                          |
| Melhor Música         | Charlie Brown Jr. — Senhor do Tempo                  | - Ivete Sangalo — Berimbau Metalizado - Negra Li — Você Vai Estar na Minha - Papas da Língua — Eu Sei - Pitty — Na Sua Estante                    |
| Melhor Clipe          | Marcelo D2 — Dor de Verdade                          | - Capital Inicial — Eu Nunca Disse Adeus - Ira! — Eu Vou Tentar - Negra Li — Você Vai Estar na Minha - Pitty — Na Sua Estante                     |
| Melhor Show           | Ivete Sangalo                                        | - Caetano Veloso - Jota Quest - Marcelo D2 - O Rappa                                                                                              |
| Melhor CD             | Ivete Sangalo — Multishow ao Vivo: Ivete no Maracanã | - Ana Carolina — Dois Quartos - Armandinho — Armandinho: Ao Vivo - Caetano Veloso — Cê - Marcelo D2 — Meu Samba é Assim                           |
| Melhor DVD            | CPM 22 — MTV ao Vivo                                 | - Cássia Eller — Rock in Rio: Cássia Eller Ao Vivo - Jota Quest — Até Onde Vai - Maria Rita — Segundo - Zeca Pagodinho — Zeca Pagodinho - Ao Vivo |
| Revelação             | NX Zero                                              | - Céu - Maskavo - Moptop - Papas da Língua |
| Melhor Grupo          | Capital Inicial                                      | - Babado Novo - CPM 22 - Luxúria - Skank |
| Melhor Instrumentista | Champignon (Revolucionnários)                        | - Japinha (CPM 22) - Marco Túlio (Jota Quest) - Martin Mendonça (Pitty) - Thiago Castanho (Charlie Brown Jr.)                                     |